# گابریل بیرن
گابریل جیمز بایرن (به انگلیسی: Gabriel James Byrne) (زاده ۱۲ مه ۱۹۵۰) بازیگر، کارگردان، تهیه‌کننده، نویسنده، راوی کتاب‌های گویا و سفیر فرهنگی ایرلندی است.

## زندگی‌نامه
بایرن در واکینستاون، دوبلین زاده شد. بزرگ‌ترین فرزند از شش فرزند بزرگ شده توسط والدین متدین کاتولیک بود: یک همکار و سرباز، دن، و یک پرستار بیمارستان، آیلین (née Gannon) از الفین، کانتی Roscommon. او چهار خواهر و برادر دارد: دونال، توماس، بردا و مارگارت. دیگری، ماریان، در سنین کودکی درگذشت.
او در مدرسه Ardscoil Éanna در Crumlin حضور یافت، جایی که بعدها به تدریس زبان اسپانیایی و تاریخ پرداخت. در دوران اولیه آموزش خود برای کشیش شدن، در مصاحبه ای گفت: "من پنج سال در حوزه علمیه گذراندم و تصور می‌کنم فرض بر این بوده که یک نفر دارای یک حرفه است. بعداً فهمیدم که این چنین نبوده‌است. او در کالج دانشگاه دوبلین، جایی که در باستان‌شناسی و زبان‌شناسی تحصیل کرد و داری تبحر در ایرلندی شد.
او در تیم استلا ماریس در دوبلین فوتبال بازی کرد.
در ژانویه ۲۰۱۱، در مصاحبه ای با عنوان «معنی زندگی» دربارهٔ مورد آزار قرار گرفتن جنسی در دوران کودکی اش توسط کشیش‌ها صحبت کرد.

## فیلم‌شناسی
| سال  | عنوان                          | نقش                    | یادداشت                                                                 |
| ---- | ------------------------------ | ---------------------- | ----------------------------------------------------------------------- |
| ۱۹۸۱ | اکس‌کالیبور (فیلم)              | اوتر پندراگون          |                                                                         |
| ۱۹۸۳ | هانا ک.                        | جوشوا هرتسوگ           |                                                                         |
| ۱۹۸۳ | برجک دفاعی (فیلم)              | رهبر حمله اریچ کائمپفر |                                                                         |
| ۱۹۸۶ | گوتیک                          | لرد بایرون             |                                                                         |
| ۱۹۸۷ | شیردل (فیلم ۱۹۸۷)              | ادوارد، شاهزاده سیاه   |                                                                         |
| ۱۹۸۷ | خواب نیمروزی                   |                        |                                                                         |
| ۱۹۹۰ | تقاطع میلر                     | تام ریگان              |                                                                         |
| ۱۹۹۲ | به‌سوی غرب (فیلم ۱۹۹۲)          | پاپا ریلی              | همچنین تولیدکننده همکار                                                 |
| ۱۹۹۲ | دنیای باحال                    | جک دبیز                |                                                                         |
| ۱۹۹۳ | نقطه بی‌بازگشت (فیلم)           | باب                    |                                                                         |
| ۱۹۹۳ | به نام پدر (فیلم ۱۹۹۳)         |                        | تهیه‌کننده اجرایی                                                        |
| ۱۹۹۴ | زنان کوچک (فیلم ۱۹۹۴)          | استاد فردریش بایر      |                                                                         |
| ۱۹۹۴ | شاهزاده یوتلاند                | فنگ                    |                                                                         |
| ۱۹۹۴ | یک پیچ و تاب ساده              |                        |                                                                         |
| ۱۹۹۵ | مظنونین همیشگی                 | دین کیتون              | جایزه شورای ملی بررسی بهترین بازیگران                                   |
| ۱۹۹۵ | نورستاره فرانکی                |                        |                                                                         |
| ۱۹۹۵ | مرد مرده                       | چارلی دیکینسون         |                                                                         |
| ۱۹۹۶ | پایان پادشاهان بلند مرتبه      | جک گریفین              | همچنین نویسنده و تهیه‌کننده اجرایی                                       |
| ۱۹۹۶ | زمان سگ دیوانه                 |                        |                                                                         |
| ۱۹۹۷ | پایان خشونت                    | ری برینگ               |                                                                         |
| ۱۹۹۸ | مردی با نقاب آهنین (فیلم ۱۹۹۸) | د ارتاگانان            |                                                                         |
| ۱۹۹۸ | عروسی لهستانی                  |                        |                                                                         |
| ۱۹۹۸ | جستجو برای کملوت               | آقا لیونل              | صدا پیشه                                                                |
| ۱۹۹۸ | دشمن ملت (فیلم)                | جعلی بریل              |                                                                         |
| ۱۹۹۹ | استیگماتا (فیلم)               | پدر اندرو کییران       | نامزد - بلاکباستر ویدئو نامزد - جایزه تمشک طلایی بدترین بازیگر مکمل مرد |
| ۱۹۹۹ | پایان دوران (فیلم)             | مرد                    | نامزد - جایزه تمشک طلایی بدترین بازیگر مکمل مرد                         |
| ۲۰۰۲ | عنکبوت (فیلم ۲۰۰۲ کانادایی)    | بیل کلگ                |                                                                         |
| ۲۰۰۲ | کشتی ارواح (فیلم ۲۰۰۲)         | کاپیتان شان مورفی      |                                                                         |
| ۲۰۰۳ | سایه (فیلم ۲۰۰۳)               | چارلی میلر             |                                                                         |
| ۲۰۰۴ | ونیتی فر (فیلم ۲۰۰۴)           | مارکز استاین           |                                                                         |
| ۲۰۰۴ | پی.اس. (فیلم)                  | پیتر هارینگتون         |                                                                         |
| ۲۰۰۴ | پل سن لوئیس ری (فیلم ۲۰۰۴)     | برادر درخت عرعر        |                                                                         |
| ۲۰۰۵ | حمله به کلانتری ۱۳             |                        |                                                                         |
| ۲۰۰۶ | بازی کرد                       |                        |                                                                         |
| ۲۰۰۶ | جینداباین                      |                        |                                                                         |
| ۲۰۰۷ | حساب هیجانی                    |                        |                                                                         |
| ۲۰۰۹ | پاداش پریر                     | دروگر                  | صدا پیشه                                                                |
| ۲۰۰۹ | حمله به لنینگراد               | فیلیپ پارکر            |                                                                         |
| ۲۰۱۲ | سرمایه (فیلم)                  | دیتمار ریگول           |                                                                         |
| ۲۰۱۳ | همه چیزها به همه مردان (فیلم)  | جوزف کورسکو            |                                                                         |
| ۲۰۱۴ | آکادمی خون‌آشام‌ها (فیلم)        | ویکتور داشکوف          |                                                                         |
| ۲۰۱۵ | ۳۳ (فیلم)                      | آندره سوگارت           |                                                                         |
| ۲۰۱۵ | غرنده‌تر از بمب                 | ژن رید                 |                                                                         |
| ۲۰۱۵ | شب بی‌پایان (فیلم ۲۰۱۵)         | برام تروور             |                                                                         |
| ۲۰۱۸ | موروثی (فیلم)                  | استیو گراهام           | همچنین تهیه‌کننده اجرایی                                                 |
| ۲۰۲۰ | دختران گمشده (فیلم ۲۰۲۰)       | ریچارد دارمر           |                                                                         |